# Opius dissitus
Opius dissitus är en stekelart som beskrevs av Muesebeck 1963. Opius dissitus ingår i släktet Opius och familjen bracksteklar. Inga underarter finns listade i Catalogue of Life.